# Yang Peiqi
Yang Peiqi (杨佩琪S, Yáng PèiqíP; Wuhan, 10 maggio 2007) è una nuotatrice cinese.

## Carriera
Specializzata nello stile libero, nel 2024 ha vinto la medaglia d'oro nella 4x200m stile libero ai Mondiali di Doha, assieme a Ai Yanhan, Gong Zhenqi e Li Bingjie.

## Palmarès
- Mondiali

Doha 2024: oro nella 4x200m sl.
Singapore 2025: bronzo nella 4x200m sl.
- Giochi asiatici

Hangzhou 2022: oro nella 4x200m sl e bronzo negli 800m sl
- Mondiali giovanili

Otopeni 2025: oro negli 800m sl e nella 4x200m sl.